# François d'Escoubleau de Sourdis
François d'Escoubleau de Sourdis, né le 25 octobre 1574 et mort le 8 février 1628, fut archevêque de Bordeaux, cardinal et fondateur du collège d'Irlande en 1603.

## Biographie
Né à Châtillon-sur-Sèvre dans le Poitou, François d'Escoubleau de Sourdis est le fils aîné de François d'Escoubleau et d'Isabeau Babou de la Bourdasière. Son père était seigneur de Jouy, d'Auneau et Mondoubleau, marquis d'Alluye, et gouverneur de Chartres, et François lui-même hérite du titre de comte de La Chapelle. Il était le cousin de Gabrielle d'Estrées (1573-1599), la favorite d'Henri IV.
En tant que fils aîné, il n'était pas destiné à une carrière ecclésiastique. Il fait ses humanités au Collège de Navarre de Paris, prend part au siège de Chartres (1591) et est destiné à épouser Catherine Hurault de Cheverny, fille du chancelier royal. Lors d'une visite à Rome, il rencontre le cardinal Frédéric Borromée (Federico Borromeo) et Filippo Neri (saint Philippe Néri, fondateur des Oratoriens) et décide d'entrer dans les Ordres. Il est nommé abbé commendataire de Preuilly, de Montréal, et d'Aubrac (1597-1600) et il est créé cardinal lors du consistoire du 3 mars 1599 par le pape Clément VIII.
N'ayant pas l'âge requis, il bénéficie d'une dispense pour être nommé archevêque de Bordeaux et primat d'Aquitaine le 5 juillet 1599. Il est consacré le 21 décembre 1599, à Saint-Germain-des-Prés à Paris, par le cardinal François de Joyeuse, archevêque de Toulouse, et reçoit la barrette de cardinal un an plus tard le 20 décembre 1600. Il était le 12 juillet 1599 nommé par Sa Majesté pour estre pourvu de l'abbaye de la Roë. Il réforma l'abbaye de la Roë, dont il était abbé commendataire, 1600.
À Bordeaux, le cardinal de Sourdis s'implique dans un certain nombre d'améliorations urbaines en faisant assainir les sites marécageux des faubourgs de la ville, en rénovant le palais archiépiscopal datant du Moyen Âge, en faisant restaurer la basilique Saint-Michel. Il fit aussi construire le cloître des Cordeliers dans la ville de Saint-André-de-Cubzac (qui abrite aujourd'hui la bibliothèque publique locale) et l'église Saint-Bruno de Bordeaux (1611-1620).
En 1603, le cardinal de Sourdis accueille l'abbé Dermit MacCarthy, prêtre du diocèse de Cork, avec ses quarante compagnons, qui ont formé le noyau de la nouvelle université irlandaise à l'université de Bordeaux. Il accueille aussi de nombreuses congrégations et fait approuver la Compagnie des Filles de Notre Dame, fondée par sainte Jeanne de Lestonnac.
En 1605, il devient coadjuteur, avec les droits de succession de son oncle Henri d'Escoubleau de Sourdis, évêque de Maillezais, et en 1607 il baptise le duc d'Orléans, second fils d'Henri IV. En 1615, il célèbre lors de la même cérémonie, en la cathédrale Saint-André, les mariages d'Élisabeth de France, sœur de Louis XIII, et de l'Infant Philippe (futur Philippe IV d'Espagne), ainsi que celui de Louis XIII et de l'Infante Anne d'Autriche, sœur de Philippe.
Il meurt d’hydropisie en 1628. À sa mort, son frère Henri de Sourdis (1593-1645) lui succède, et poursuit son œuvre réformatrice.